# Nendaz
Nendaz (en alemán Neindt) es una comuna suiza del cantón del Valais, situada en el distrito de Conthey. Limita al norte con las comunas de Chamoson, Ardon, Vétroz, Conthey, Sion, Salins y Veysonnaz, al este con Les Agettes, Vex y Hérémence, al sur con Bagnes, y al oeste con Riddes e Isérables.